# بولسبو
بولسبو (واشنطن) (بالإنجليزية: Poulsbo, Washington)‏ هي مدينة تقع في الولايات المتحدة في مقاطعة كيتساب، واشنطن. يقدر عدد سكانها بـ 9,200 نسمة ومساحتها 13.65 كم2 وترتفع عن سطح البحر 9 متر.

## التركيبة السكانية
قام مكتب تعداد الولايات المتحدة بتحديد بيانات التركيبة السكانية لبولسبوفي تعداد الولايات المتحدة. في ما يلي، التركيبة السكانية حسب تعدادي 2000 و2010.

### تعداد عام 2000
بلغ عدد سكان بولسبو 6,813 نسمة بحسب تعداد عام 2000، وبلغ عدد الأسر 2,845 أسرة وعدد العائلات 1,772 عائلة مقيمة في المدينة. في حين سجلت الكثافة السكانية 2,121.5 نسمة لكل ميل مربع (819.1/كم2). وبلغ عدد الوحدات السكنية 2,992 وحدة بمتوسط كثافة قدره 931.7 نسمة لكل ميل مربع (359.7/كم2).
وتوزع التركيب العرقي للمدينة بنسبة 88.10% من البيض و 0.97% من الأمريكيين الأصليين و 2.99% من الأمريكيين ذوي الأصول الآسيوية و 0.43% من سكان جزر المحيط الهادئ و 1.01% من الأمريكيين الأفارقة و 4.58% من عرقين مختلطين أو أكثر.
بلغ عدد الأسر 2,845 أسرة كانت نسبة 30.9% منها لديها أطفال تحت سن الثامنة عشر تعيش معهم، وبلغت نسبة الأزواج القاطنين مع بعضهم البعض 48.6% من أصل المجموع الكلي للأسر، ونسبة 10.9% من الأسر كان لديها معيلات من الإناث دون وجود شريك، وكانت نسبة 37.7% من غير العائلات. تألفت نسبة 32.1% من أصل جميع الأسر من أفراد ونسبة 15.8% كانوا يعيش معهم شخص وحيد يبلغ من العمر 65 عاماً فما فوق. وبلغ متوسط حجم الأسرة المعيشية 2.92، أما متوسط حجم العائلات فبلغ 2.30.
بلغ العمر الوسطي للسكان 39 عاماً. وكانت نسبة 24.2% من القاطنين تحت سن الثامنة عشر، وكانت نسبة 7.5% بين الثامنة عشر والأربعة وعشرون عاماً، ونسبة 26.8% كانت واقعةً في الفئة العمرية ما بين الخامسة والعشرون حتى والأربعة وأربعون عاماً، ونسبة 22.1% كانت ما بين الخامسة والأربعون حتى الرابعة والستون، ونسبة 19.5% كانت ضمن فئة الخامسة والستون عاماً فما فوق.
وكان متوسط دخل الذكور 40,482 دولار مقابل 27,899 دولار للإناث. وسجل دخل الفرد الخاص بالمدينة 20,649 دولار.

### تعداد عام 2010
بلغ عدد سكان بولسبو 9,200 نسمة بحسب تعداد عام 2010، وبلغ عدد الأسر 3,883 أسرة وعدد العائلات 2,310 عائلة مقيمة في المدينة. في حين سجلت الكثافة السكانية 1,970.0 نسمة لكل ميل مربع (760.6/كم2). وبلغ عدد الوحدات السكنية 4,115 وحدة بمتوسط كثافة قدره 881.2 لكل ميل مربع (340.2/كم2).
وتوزع التركيب العرقي للمدينة بنسبة 82.9% من البيض و 0.9% من الأمريكيين الأصليين و 5.7% من الأمريكيين ذوي الأصول الآسيوية و 0.3% من سكان جزر المحيط الهادئ و 1.1% من الأمريكيين الأفارقة و 5.4% من عرقين مختلطين أو أكثر.
بلغ عدد الأسر 3,883 أسرة كانت نسبة 30.8% منها لديها أطفال تحت سن الثامنة عشر تعيش معهم، ونسبة 11.4% من الأسر كان لديها معيلات من الإناث دون وجود شريك، بينما كانت نسبة 3.2% من الأسر لديها معيلون من الذكور دون وجود شريكة وكانت نسبة 40.5% من غير العائلات. تألفت نسبة 34.7% من أصل جميع الأسر من أفراد ونسبة 17.4% كانوا يعيش معهم شخص وحيد يبلغ من العمر 65 عاماً فما فوق. وبلغ متوسط حجم الأسرة المعيشية 2.97، أما متوسط حجم العائلات فبلغ 2.30.
بلغ العمر الوسطي للسكان 40.2 عاماً. وكانت نسبة 23.8% من القاطنين تحت سن الثامنة عشر، وكانت نسبة 7.8% بين الثامنة عشر والأربعة وعشرون عاماً، ونسبة 24.7% كانت واقعةً في الفئة العمرية ما بين الخامسة والعشرون حتى والأربعة وأربعون عاماً، ونسبة 24.5% كانت ما بين الخامسة والأربعون حتى الرابعة والستون، ونسبة 19.4% كانت ضمن فئة الخامسة والستون عاماً فما فوق. وتوزع التركيب الجنسي للسكان بنسبة 45.3% ذكور و54.7% إناث.